# Formiana ferruginaria
Formiana ferruginaria är en fjärilsart som beskrevs av Blanchard 1852. Formiana ferruginaria ingår i släktet Formiana och familjen mätare. Inga underarter finns listade i Catalogue of Life.